# Xysticus gracilis
Xysticus gracilis là một loài nhện trong họ Thomisidae.
Loài này thuộc chi Xysticus. Xysticus gracilis được Eugen von Keyserling miêu tả năm 1880.